# Шварцман, Джон
Джон Шварцман A.S.C. (англ. John Schwartzman; род. 18 октября 1960, Лос-Анджелес) — американский кинооператор.

## Биография

### Ранняя жизнь
Джон Шварцман родился 18 октября 1960 года в Лос-Анджелесе, Калифорнии. Он сын Джека Шварцмана и пасынок Талии Шайр, а также единокровный брат Роберта и Джейсона Шварцманов. Выпускник школы кинематографических искусств Университета Южной Калифорнии.

### Карьера
Работает кинооператором. Известен своим сотрудничеством с режиссёром Майклом Бэем.

## Фильмография
- Бенни и Джун / Benny & Joon (1993)
- Пустоголовые / Airheads (1994)
- Скала / The Rock (1996)
- Первый удар / Police Story 4: First Strike (1997, Американская версия)
- Теория заговора / Conspiracy Theory (1997)
- Армагеддон / Armageddon (1998)
- Эд из телевизора / EDtv (1999)
- Пёрл-Харбор / Pearl Harbor (2001)
- Фаворит / Seabiscuit (2003)
- Знакомство с Факерами / Meet the Fockers (2004)
- Сокровище нации: Книга тайн / National Treasure: Book of Secrets (2007)
- Пока не сыграл в ящик / The Bucket List (2007)
- Ночь в музее 2 / Night at the Museum: Battle of the Smithsonian (2009)
- Зелёный Шершень / The Green Hornet (2011)
- Новый Человек-паук / The Amazing Spider-Man (2012)
- Спасти мистера Бэнкса / Saving Mr. Banks (2013)
- Дракула / Dracula Untold (2014)
- Мир юрского периода / Jurassic World (2015)
- Основатель / The Founder (2016)
- На пятьдесят оттенков темнее / Fifty Shades Darker (2017)
- Пятьдесят оттенков свободы / Fifty Shades Freed (2018)
- Простая просьба / A Simple Favor (2018)
- Единорог / The Unicorn (2018)
- В погоне за Бонни и Клайдом / The Highwaymen (2019)
- Рождество на двоих / Last Christmas (2019)
- Дьявол в деталях / The Little Things (2021)
- Мир юрского периода: Власть / Jurassic World: Dominion (2022)
- Атлас / Atlas (2024)